# Gebrüder-Herrnfeld-Theater

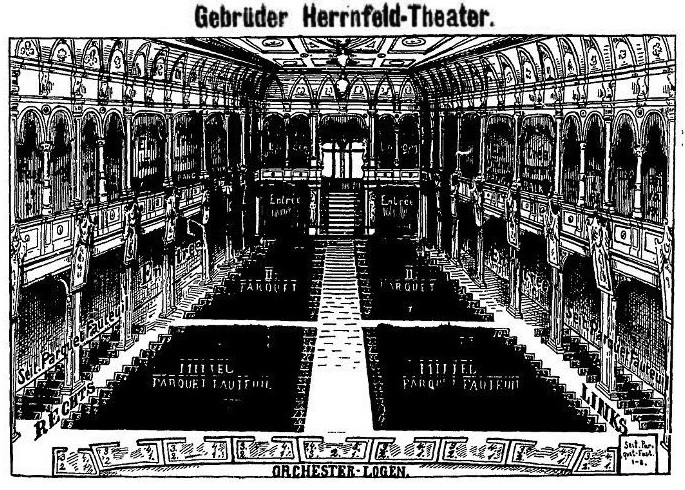
Theater in den Königskolonnaden am Alexanderplatz, Saalplan 1903

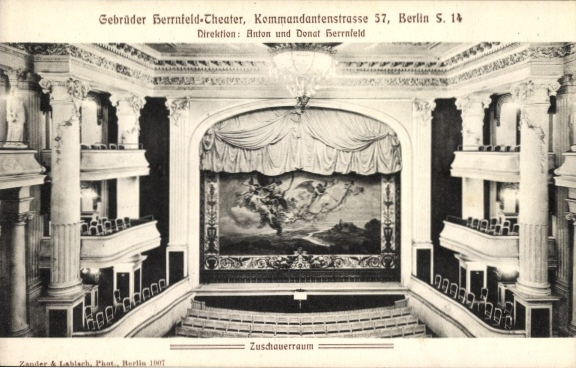
Neubau in der Kommandantenstraße, Blick zur Bühne, 1907

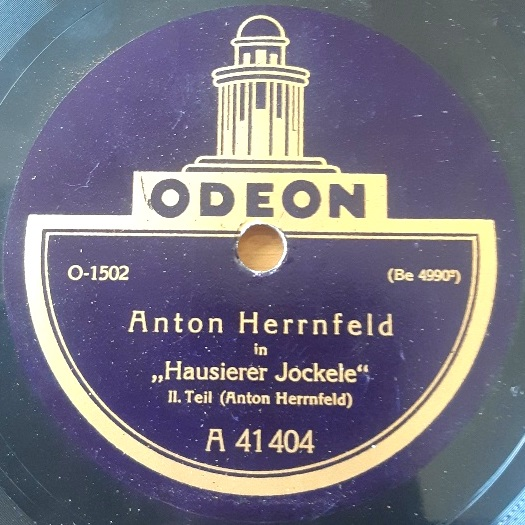
Schallplatte von Anton Herrnfeld, Berlin 1926

Das Gebrüder-Herrnfeld-Theater war ein jiddisches Theater in Berlin. Gegründet und betrieben wurde es von den Brüdern Anton Herrnfeld (* 15. Januar 1866 in Raab [Ungarn]; † 21. September 1929 ebenda) und Donat (eigentlich: David) Herrnfeld (* 14. November 1867 in Raab [Ungarn]; † 8. Juni 1916 in Berlin). Die beiden Schauspieler und Theaterautoren gründeten 1896 ihr eigenes Privattheater, das ab 1899 ihren Namen trug. 1906 wurde ein neu errichteter Saalbau bezogen. Das Theater gehörte den Herrnfelds bis etwa 1918.

## Geschichte und öffentliche Wahrnehmung

### Vorgeschichte
Die Gebrüder Herrnfeld wuchsen im zum Königreich Ungarn gehörenden Städtchen Raab auf, zusammen mit ihren beiden jüngeren Schwestern Käthe und Ella. Eigenen legendenhaften Angaben zufolge standen sie schon als Kinder mit ihren Eltern als Komiker auf der Bühne. Später bildeten die inzwischen mit der Familie nach Wien gezogenen vier Kinder zusammen mit dem Stimmungssänger Abramowicz das Quintett Geschwister Abramowicz, mit dem sie Tourneen durch Europa unternahmen. Die Geschwister trennten sich etwa Anfang der 1880er Jahre von Abramowicz und bildeten nach eigener Aussage die Gruppe Geschwister Vera, die von Anton und Donat geleitet wurde und mit der sie ebenfalls durch Europa zogen – ohne durchschlagenden Erfolg. Als gesichert kann gelten, dass Donat Herrnfeld in Wien am Konservatorium ausgebildet wurde und die Brüder bereits in frühen Jahren in Kindervorstellungen und als Sänger auftraten.
Im März 1884 gründeten die Brüder Herrnfeld die Erste Original-Budapester Orpheum-Gesellschaft, mit der sie ab 1886 auch in Deutschland und irgendwann zwischen 1890 und 1892 in Berlin auftraten, dort zuerst im Reichshallen-Theater. Nachgewiesen ist ferner eine Auftrittsserie der Geschwister 1893 im Parodie-Theater am Moritzplatz, als Budapester Possen- und Operetten-Theater im Berliner Vaudeville von Richard Quarg (1844–1906), das sich im Grand Hotel am Alexanderplatz befand, ab spätestens 1894 in Kaufmann’s Varieté und 1895 im Breslauer Viktoria-Theater.

### Theatergründung in Berlin

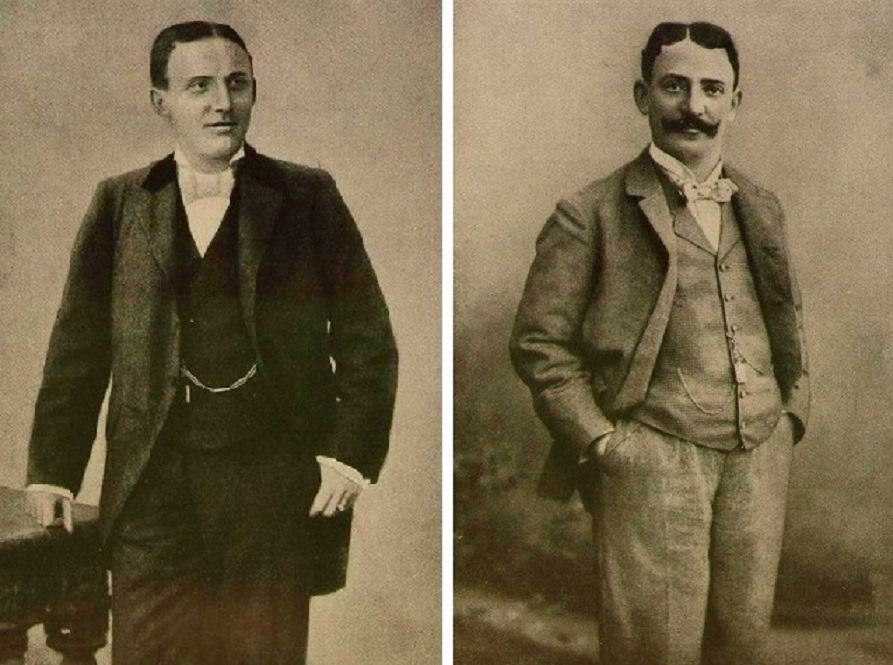
Anton und Donat Herrnfeld, um 1897

Im 1896 übernahmen die Brüder gemeinsam als Direktoren Kaufmann’s Varieté in der Villa Colonna an den Königskolonnaden am Bahnhof Alexanderplatz und benannten es 1899 in Gebrüder Herrnfeld’s Budapester Theater um. 1906 zogen die Herrnfelds in den eigens errichteten Neubau Kommandantenstraße 57 in der Berliner Luisenstadt um und nannten das Theater nun offiziell Theater in der Kommandatenstraße 57 zu Berlin mit dem Zusatz früher Herrnfeld-Theater, kurz Gebrüder-Herrnfeld-Theater. Das Theater wurde schnell populär und schuf sich einen festen Platz im Berliner Unterhaltungswesen. Die Bühne bildete, so der Historiker Till van Rahden, „eine Schnittstelle zwischen bürgerlicher Theaterwelt und volkstümlichem Schaustellermilieu. In diesem Jargontheater vergnügten sich nicht etwa unterbürgerliche Juden aus dem Scheunenviertel, sondern Juden und Nichtjuden aus den gutbürgerlichen Stadtvierteln.“
Die Brüder schrieben ihre mehr als 100 Stücke, bei denen es sich um Burlesken handelte, selbst und spielten die männlichen Hauptrollen. Auch die Ehefrauen der beiden, Therese Herrnfeld-Horn und Klara Herrnfeld-Birkholz, standen in den ersten Jahren mit auf der Bühne. Die Stücke waren in einer Art jiddischem Jargon verfasst und hatten jüdische Lebensgewohnheiten zum Thema. Erfolgsrezept war ihre stereotype Figurencharakterisierung: Anton Herrnfeld spielte in der Regel eine Figur mit slawischem Namen, oft einen sturen Diener mit beschränktem Horizont, der aber bauernschlau war. Donat Herrnfeld spielte die meist deutlich als jüdisch erkennbare Hauptperson, cholerisch, aber weichherzig. Laut dem Forscher Peter Sprengel handelte es sich um „Ethno-Komik […] zwischen Karikatur und Realismus“.

### Wirkung und Rezeption

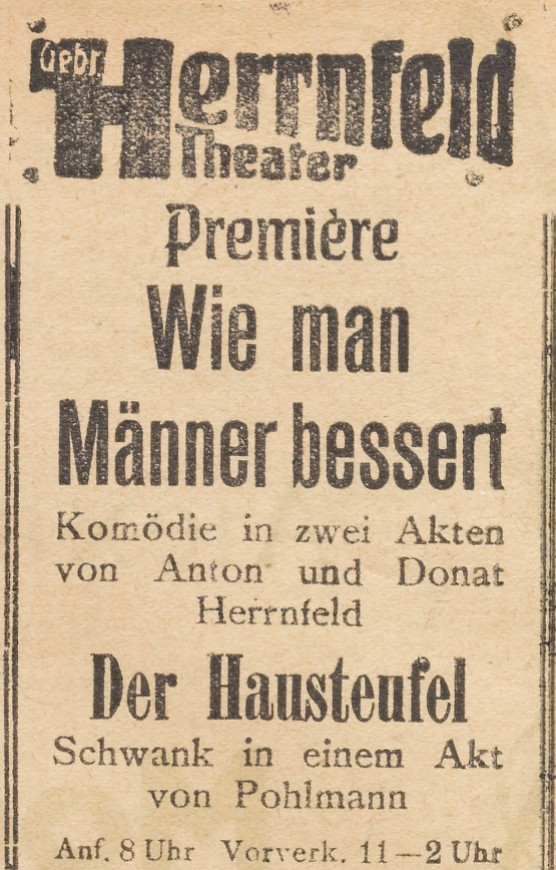
Anzeige 1912

Die Stücke und die schauspielerische Leistung der Herrnfelds machten sie schnell berühmt und populär. Die Bewertungen ihrer Arbeit waren aber extrem unterschiedlich. Ein Gutachten der preußischen Zensurstelle urteilt 1902: „Die hauptsächlichen Repertoirestücke, welche […] zutreffend als Burlesken charakterisiert werden, in denen jüdischer Jargon und jüdische Lebensgewohnheiten eine Hauptrolle spielen, stehen in keiner Weise auf einem höheren künstlerischen Niveau.“ Ganz anders sahen das kulturell und politisch engagierte Journalisten und Schriftsteller. Kurt Tucholsky war begeistert. Er habe sich „krank und wieder gesund gelacht“, erklärt er rückblickend 1930. Zur Qualität der Herrnfelds schrieb er 1913:

„Kein Wort mehr über die Darstellung. Wir haben sie hier schon so oft abgeschildert – die gekrauste Nase des einen Bruders, die kugligen Augen des andern –, daß uns zu tun nichts mehr übrig bleibt. Aber diesmal ist es das Stück, das uns aufhorchen macht, und damit ist es ein ander Ding. Ein erschreckender Naturalismus kriecht auf der Bühne umher, lümmelt sich in Fohtöchs, grunzt, bewegt aufgeregt die Gliedmaßen der Acteurs und läßt uns schmerzlich lächeln.“

Alfred Döblin charakterisierte das Spiel der Herrnfelds im Rückblick als „glänzend“, verriss aber deren Sprachkomik als ein „sich selbst prostituierende(s) unwürdige(s) Gemauschel“. Das Bühnenrepertoire stelle keineswegs „echtes jüdisches Theater“ dar, sondern bestehe aus „burlesken Jargonstücken“ sowie „Budapester Zoten und französischen Anzüglichkeiten“.
Für Franz Kafka war 1913 die Verfilmung des Herrnfeld-Stückes Endlich allein das Finale eines langen Kinoabends. Und der Schriftsteller und Dramatiker Rudolf Kurtz (1884–1960) erklärte den schauspielerischen Erfolg der Herrnfelds 1911 in der Avantgarde-Wochenschrift Der Sturm so:

„Die Leistungen der Gebrüder Herrnfeld greifen sozusagen über das rein Seelenschauspielerische hinaus. An ihren Gestaltungen sind ihre Körperteile in einem eminenten Sinne beteiligt […] Ihre Persönlichkeit ruht mit dem gleichen Ernst in ihren verrückten Situationen, wie des Tragöden Seele in seiner pathetischen Gebärde […] Sie sind immer ganz das, was sie vorstellen.“

Es gab aber auch Stimmen, die auf die Gefahr hinwiesen, das von den Herrnfelds dargestellte Judenbild könne Antisemiten in die Hände spielen. Der Schriftsteller Edmund Edel, selbst jüdischer Herkunft, beschreibt die Erfolge der Stücke beim nichtjüdischen Publikum 1909 in seinem Buch Der Witz der Juden so: „Sie lachen unten im Parkett nur über die groben judenfeindlichen Effekte und verstehen das wirkliche jüdische Wesen, das in einzelnen Bewegungen furchtbar komisch wirkt, absolut nicht“. Und die Jüdische Rundschau warf der von ihr als „judoliberal“ bezeichneten Presse vor, sie sei „die eifrigste Förderin dieser antisemitisch verschönten ›Schweinerei‹…“
Tatsächlich machte die nationale, antisemitische Presse für einige der Herrnfeld-Stücke Reklame. Ausgerechnet die nationalkonservative Zeitschrift Die Standarte. Wochenschrift des neuen Nationalismus warf 1908 den angeblich zum evangelischen Glauben konvertierten Herrnfelds deshalb Antisemitismus vor:

„Um so unerfreulicher ist es, dass sich gerade hier in Berlin ein höchst übler und unerfreulicher Rest des alten Radauantisemitismus hält und nicht schwinden will. Wir meinen das Theater der Gebrüder Herrnfeld, das seit Jahren bestrebt ist, jüdisches Wesen und jüdischen Charakter in der gröbsten Weise zu beschimpfen und alle deutschen Juden durchweg als Trottel oder verlumpte Kerle hinzustellen. Bekanntlich sind solche antisemitischen Tendenzstücke die ausschließliche Spezialität dieses Theaters. Und ebenso bekannt dürfte es sein, dass das Publikum der Bühne in der Kommandantenstrasse sich fast nur aus Christen reinsten Wassers zusammensetzt, wahrscheinlich zum grössten Teil aus Antisemiten, denen diese Verhetzung des Judentums ein gefundenes Fressen ist. Namentlich jetzt, da Berlin voll ist von uckermärkischen und hinterpommerschen Sommergästen, macht sich das alles recht feierlich. Allabendlich ist das Herrnfeld-Theater voll von diesen lebenden Reckengestalten, die sich das Kauderwelsch und das geistlose Gezappel da auf der Bühne anschauen und zu Hause erzählen werden, das Berliner Judentum sei aber auch wirklich keinen Schuss Pulver wert.“

Deshalb warnte auch der Central-Verein deutscher Staatsbürger jüdischen Glaubens mehrfach seine Glaubensgenossen davor, das Herrnfeld-Theater zu besuchen, das verbiete „schon die jüdische Selbstachtung“. Denn die Herrnfelds würden der jüdischen Sache nur schaden.
Von diesen Vorwürfen war 30 Jahre später – nach der „Machtergreifung“ der Nationalsozialisten – in der jüdischen Presse aber nicht mehr die Rede. Im Gegenteil. 1935 stellte die Jüdische Allgemeine Zeitung Donat Herrnfeld rückblickend als „leuchtendes Vorbild“ hin: „Niemals hat er sich über seine jüdischen Charaktertypen, die er erdacht und erlebte, lustig machen wollen. Er war Zeit seines Lebens nicht nur ein gläubiger, sondern auch guter Jude, der im Geheimen so manchem Wohltaten erwies.“

### Verfilmungen
Mehrere der Herrnfeld-Stücke wurden in der Stummfilmzeit verfilmt. In Endlich allein (auch: Isidors Hochzeitsreise) spielten die zwei Brüder 1913 an der Seite von Hanni Weisse die Hauptrollen. Das Drehbuch stammte von Max Mack, der auch Regie führte. Der Film basiert auf der gleichnamigen Bühnenposse von 1895, „jene Herrnfeld-Tragödie, mit dem blühend gelockten Bräutigam Isidor Blumentopf, der im Hotel stets durch Anklopfen, durch ein Telegramm unterbrochen wird, sobald er die Ehe konsumieren will.“ (Alfred Kerr). 1916 verfilmte die Union Film die Herrnfeld-„Original“-Version der Posse Die Klabriaspartie. Regie führte Nunek Danuky, die Hauptrollen spielten unter anderem Erich Schönfelder sowie Leonhard Haskel. Der Film erhielt Jugendverbot.
1927 folgte die recht freie Adaption der erstmals 1905 aufgeführten Herrnfeld-Komödie Familientag im Hause Prellstein, in der Anton Herrnfeld als „Jaromir Schestak“ neben Szöke Szakall, Siegfried Arno, Paul Morgan, Erika Glässner und Ilka Grüning spielte. Produzent war Lupu Pick, Regie führte ausgerechnet der spätere NS-Regisseur Hans Steinhoff. Der Film spielt in einem jüdischen Caféhaus und erzählt die Geschichte vom spielsüchtigen Samuel „Sami“ Bambus, der einen Selbstmord vortäuscht, um seine Spielschulden zu begleichen und sich gleichzeitig an seiner Gattin Flora, geborene Birnbaum, und deren Cousin und Liebhaber Prellstein zu rächen. Die mittlerweile vom rechtskonservativen Alfred Hugenberg übernommene UFA, in deren Auftrag der Film von der Rex-Film produziert worden war, waren mit dem Film unzufrieden und verzögerten die Veröffentlichung. Die Premiere fand erst im Dezember 1927 in einem abgelegenen Berliner Kino statt.

### Das Herrnfeld-Theater ab 1914

Anzeige Lübeck, 1924

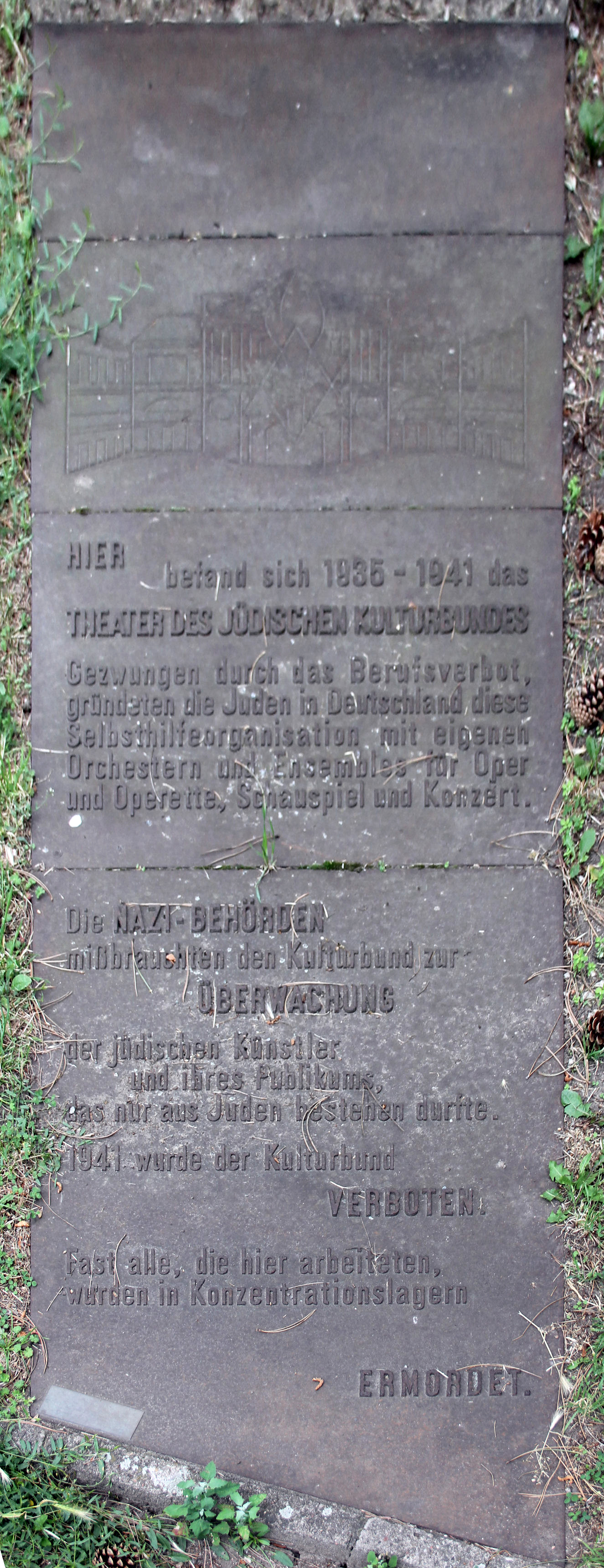
Gedenktafel nahe dem ehemaligen Theater zum Gedenken an seine Nutzung als Spielstätte des Jüdischen Kulturbunds

Mit Kriegsbeginn wurden die Stücke der Herrnfelds ernster, die Figuren weniger skurril. Verständigung und Integration standen jetzt im Mittelpunkt. Dadurch sanken allerdings die Einnahmen deutlich. 1916 starb Donat Herrnfeld. Sein Grabstein, ein Obelisk aus schwarzem Marmor, ist noch heute auf dem Jüdischen Friedhof Berlin-Weißensee zu finden. Anton Herrnfeld verpachtete das Haus 1917 an den Betreiber des Metropol-Theaters, der die Bühne irritierenderweise in Central-Theater umbenannte. Dieser Name bezeichnete eigentlich das Berliner Theater in der Alten Jakobstraße 30–32, das aber seit 1908 nach einer Pleite jahrelang nicht bespielt wurde. Wenig später verkaufte Herrnfeld sein Theater an die Metropol-Theater-AG.
Anton Herrnfeld ging 1920 mit seinem Sohn Kurt nach Amerika, um dort die eigenen Stücke zu produzieren – anscheinend ohne Erfolg, denn er kehrte wenige Monate später nach Berlin zurück. Kurt Herrnfeld dagegen blieb in den USA, wo er zunächst als Bühnendarsteller für jüdische Tourneetruppen arbeitete, später auch als Schauspieler in deutschen Tonfassungen von Hollywood-Filmen. Anton Herrnfeld eröffnete im September 1921 in der Bülowstraße 6 das Intime Theater mit etwas mehr als 300 Sitzplätzen und spielte die alten Herrnfeld-Possen. Es gelang ihm aber nicht an die alten Erfolge anzuknüpfen. Deshalb ging er mit seinem Ensemble auch auf Tournee. 1922 spielte Anton Herrnfeld noch eine kleine Nebenrolle an der Seite von Henny Porten und Hermann Thimig in Sie und die Dre unter der Regie von E. A. Dupont und veröffentlicht 1926 ein Buch über den Herrnfeld-Humor. Nach seinem Tod infolge eines Schlaganfalls wurde er 1929 auf dem Friedhof der evangelischen St.-Georgen-Gemeinde in Prenzlauer Berg beigesetzt.
Mit dem Theaterbau in der Kommandantenstraße wusste nach dem Verkauf durch Anton Herrnfeld niemand so recht etwas anzufangen. Die Metropol-Theater-AG betrieb die Bühne zunächst unter der Direktion von Emil Berisch und danach von Walter Kollo als Central-Theater und Theater in der Kommandantenstraße, dann wurde das Haus verpachtet. Ab Herbst 1921 wurde die Bühne ein Jahr lang von einer russisch-jüdischen Wanderbühne aus Wilna bespielt, die sich Jüdisches Künstlertheater nannte. Dann übernahm 1922 ein gewisser Dr. Eugen Poell das Haus, der dort deutsche Dramatik aufführte. Alfred Döblin zufolge roch das Repertoire „nach Heimatkunst und Teutschtum“. 1922 hatte auch Gustaf Gründgens hier seinen ersten Auftritt in Berlin. Schon Anfang 1923 übernahm der christlich-nationale Bühnenvolksbund das Theater. Nach dem Besuch einer Aufführung des Schauspiels Tauroggen von Maximilian Böttcher in der Kommandantenstraße notierte Döblin im Juni 1923 angeekelt, dass eine rechtsradikale Zeitung mit Ermäßigungen für die Aufführungen warb und einige Zuschauer nach der Vorstellung das Deutschlandlied sangen. 1923/24 führte Walter Kollo hier wieder Operetten auf, und 1924–1926 leitete der umtriebige Martin Zickel (Vereinigte Bühnen) das Haus. 1926/27 war Ferdinand Bruckner dort unter Direktor Neumann Oberspielleiter. Danach gehörte die Bühne zeitweilig zum Reibaro-Konzern (Reinhardt-Barnowsky-Robert) und zu den Saltenburg-Bühnen. Unter der Regie des umstrittenen Jo Lherman fand im mittlerweile Theater in der Stadt genannten Haus 1929 die skandalumwitterte Uraufführung von Robert Musils Die Schwärmer statt. Bis 1932 verzeichnete das Deutsche Bühnen-Jahrbuch die Bühne noch, dann wurde das Haus nicht mehr bespielt.
Das leerstehende und heruntergekommene Gebäude wurde 1935 zum Theater des Jüdischen Kulturbundes, bis dieser 1941 von den Nationalsozialisten aufgelöst wurde. Das Gebäude wurde 1944 durch alliierte Luftangriffe zerstört, die Reste 1953 gesprengt.

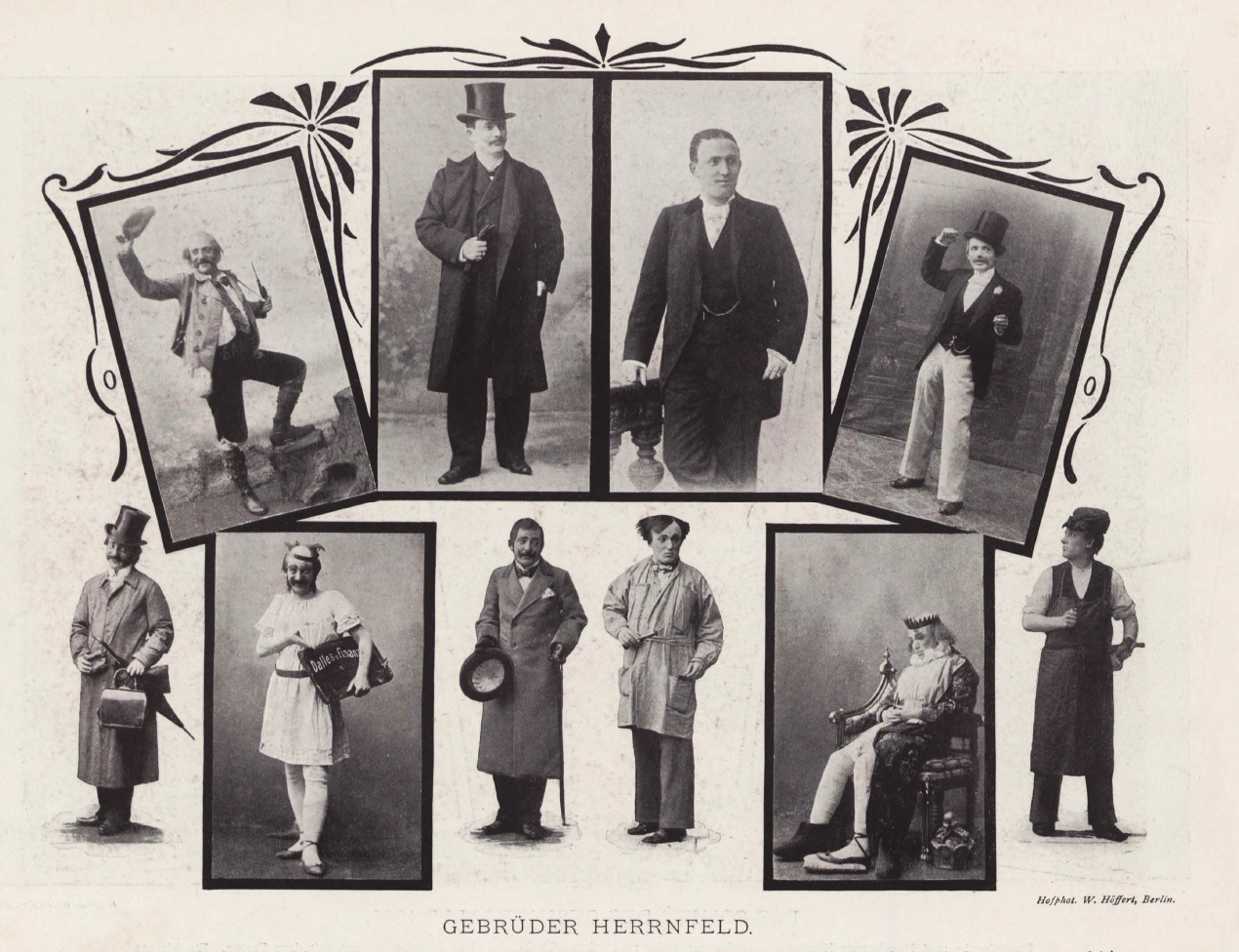
Rollenfotos, 1898
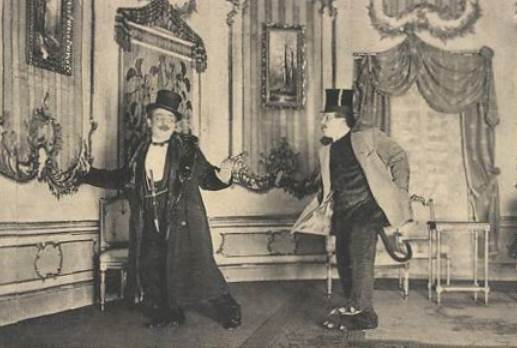
Anton und Donat Herrnfeld in Eine verlorene Nacht, 1910